# Itame atrosignata
Itame atrosignata är en fjärilsart som beskrevs av Walker 1862. Itame atrosignata ingår i släktet Itame och familjen mätare. Inga underarter finns listade i Catalogue of Life.